# Michelle Jones (Schauspielerin)
Michelle Marie Jones ist eine US-amerikanische Schauspielerin.

## Leben
Jones begann Ende der 1990er Jahre mit ersten Besetzungen in Fernsehproduktionen. Unter anderen hatte sie 2005 Episodenrollen in Soñar no cuesta nada, El Cuerpo del Deseo und El amor no tiene precio. Von 2006 bis 2007 war sie in insgesamt 156 Episoden der Fernsehserie Blanco's Widow in der Rolle der Teresa zu sehen. Eine weitere größere Serienrolle hatte sie von 2008 bis 2009 in El Rostro de Analía inne. 2013 übernahm sie im Low-Budget-Film Apocalypse Earth die Rolle der Hannah. Seit dem 20. April 2003 ist sie mit dem Schauspieler Freddy Viquez verheiratet. Die beiden sind Eltern von zwei Kindern. Nach ihrer Hochzeit nahmen Rollen in Filmbesetzungen merklich ab. 2015 war sie in einer Nebenrolle in Single in South Beach zu sehen. 2017 folgten Besetzungen in den Filmen Buscando a Marcos Ramírez und Hombre de fe. 2020 war sie in der Rolle der Gabriela im Film Ámbar zu sehen.

## Filmografie (Auswahl)
- 1999: La Pensión (Fernsehserie)
- 2004: Caribe
- 2004: Tropix
- 2005: Soñar no cuesta nada (Fernsehserie, Episode 1x01)
- 2005: El Cuerpo del Deseo (Fernsehserie, Episode 1x01)
- 2005: El amor no tiene precio (Fernsehserie, Episode 1x01)
- 2006: Tierra de Pasiones
- 2006: Stranded (Fernsehfilm)
- 2006–2007: Blanco's Widow (La Viuda de Blanco, Fernsehserie, 156 Episoden)
- 2006–2007: Decisiones (Fernsehserie, 3 Episoden, verschiedene Rollen)
- 2007: My Sexiest Year
- 2008: Bachelor Party 2 – Die große Sause (Bachelor Party 2: The Last Temptation)
- 2008–2009: El Rostro de Analía (Fernsehserie, 24 Episoden)
- 2010–2011: El Fantasma de Elena (Fernsehserie, 4 Episoden)
- 2011: Army Wives (Fernsehserie, 2 Episoden)
- 2011: Charlie’s Angels (Fernsehserie, Episode 1x07)
- 2012: Corazón Valiente (Fernsehserie, 9 Episoden)
- 2012: La Ruta Blanca (Fernsehserie, Episode 1x01)
- 2013: Apocalypse Earth (AE: Apocalypse Earth)
- 2015: Single in South Beach
- 2017: Buscando a Marcos Ramírez
- 2017: Hombre de fe
- 2020: Ámbar